# Allium agrigentinum
Allium agrigentinum — вид рослин з родини амарилісових (Amaryllidaceae); ендемік Сицилії, Італія.

## Опис
2n=16.

## Поширення
Ендемік Сицилії, Італія. Населяє глинисті яри в середземноморському степовому середовищі центральної частини Сицилії на висоті 100—700 м н.р.м.